# Захеди, Шахаб
Шаха́б Захеди́ Таба́р (перс. شهاب زاهدی‎; род. 18 августа 1995, Мелайер, Хамадан) — иранский футболист, нападающий клуба «Ависпа Фукуока» и сборной Ирана.

## Биография
С 2013 года занимался в молодёжной академии «Персеполиса». Выступал за «Персеполис» в Премьер-лиге Тегерана. Также имеет опыт выступлений в молодёжных академиях клубов «Пайкан» и «Могхавемат Тегеран».
После удачных выступлений в молодёжной команде клуба в октябре 2014 года Хамид Деракхшан перевёл молодого игрока в первую команду. За главную команду дебютировал в поединке Кубка Хазфи против «Каргар Бонех Газа», заменив Мехди Тареми. Дебютировал на профессиональном уровне 21 октября в проигранном (0:1) поединке против «Сайпа».
По завершении контракта с «Персеполис», в июле 2017 присоединился к исландскому клубу «Вестманнаэйяр». Шахаб стал первым иранцем в исландском чемпионате. 12 августа 2017 помог «Вестманнаэйяр» выиграть кубок Исландии. 4 декабря 2017 Захеди продлил контракт с ИБВ ещё на три года. Дебютировал в Еврокубках 12 июля 2018 в поединке Лиге Европы.
16 января 2019 подписал контракт с «Сувон Самсунг Блюуингз». Однако уже на следующий день фанатам корейского клуба стало известно об использовании иранцем допинга, поэтому уже на следующий день, 17 января 2019 года, контракт Захеди с «Сувон Самсунг Блювингз» был расторгнут по соглашению сторон.
Из-за выше указанной историю руководство клуба подверглось критике.
4 августа 2019 подписал 2-летний контракт с донецким «Олимпиком». Дебютировал в футболке донецкого клуба 4 августа 2019 в проигранном (0:1) домашнем поединке 2-х тура УПЛ против ковалёвского «Колоса». Шахаб вышел на поле на 66-й минуте, заменив Евгения Цымбалюка. Первый гол в составе «Олимпика» забил в ворота «Карпат» (Львов). Всего провел за команду 36 матчей во всех турнирах и забил 14 голов. По мячам, забитым в УПЛ, является лучшим бомбардиро в истории «Олимпика».
8 февраля 2021 года подписал 4-летний контракт с луганской «Зарёй». Дебютировал за «Зарю» 13 февраля 2021 года в матче против «Десны» (2-1), выйдя на замену во втором тайме, вместо Дмитрия Хомченовского. 20 февраля 2021 года Шахаб забил свой первый гол после перехода в «Зарю» на 34-й минуте открыл счет в матче 15-го тура украинской Favbet Лиги против «Мариуполя».
10 марта 2022 года в связи с вторжением России в Украину перешел в аренду в венгерскую «Академию Пушкаша», до 30 июня 2023 года.
| Сезон   | Клуб             | И  | Г |
| 2014/15 | Персеполис       | 4  | 0 |
| 2016/17 | Машин Сази       | 12 | 0 |
| 2017/18 | Вестманнаэйяр    | 23 | 8 |
| 2019    | Сувон            | 0  | 0 |
| 2019/20 | Олимпик          | 23 | 6 |
| 2020/21 | Олимпик          | 11 | 8 |
| 2020/21 | Заря             | 12 | 2 |
| 2021/22 | Заря             | 16 | 6 |
| 2021/22 | Академия Пушкаша | 8  | 4 |

## Достижения
«Заря»
- Бронзовый призёр чемпионата Украины: 2020/21
- Финалист Кубка Украины: 2020/21